# Justus Nieschlag
Justus Nieschlag né le 9 mars 1992 à Hildesheim est un triathlète professionnel allemand, triple champion d'Allemagne sur courte distance en 2016, 2017 et 2024, il participe aux Jeux olympiques d'été de Tokyo où il prend la 40e place de la course individuelle et la 6e au sein de l'équipe Allemande dans le relais mixte olympique.

## Biographie
Justus Nieschlag est champion d'Europe juniors sur courte distance en 2011 à Pontevedra en Galice (Espagne), il gagne avec deux secondes d'avance sur le Belge Jelle Geens.

## Palmarès
Le tableau présente les résultats les plus significatifs (podium) obtenus sur le circuit national et international de triathlon depuis 2012,,.
| Année | Compétition                                         | Pays             | Position           | Temps           |
| ----- | --------------------------------------------------- | ---------------- | ------------------ | --------------- |
| 2024  | Étape du T100 de Las Vegas                          | États-Unis       | Médaille de bronze | 3 h 24 min 19 s |
| 2024  | Challenge Walchsee                                  | Autriche         | Médaille de bronze | 3 h 43 min 26 s |
| 2024  | Ironman 70.3 à Kraichgau                            | Allemagne        | Médaille d'argent  | 3 h 51 min 11 s |
| 2024  | Championnat d'Allemagne                             | Allemagne        | Médaille d'or      | 50 min 50 s     |
| 2023  | Ironman 70.3 à Lanzarote                            | Espagne          | Médaille d'or      | 3 h 54 min 56 s |
| 2022  | Ironman 70.3 à Kraichgau                            | Allemagne        | Médaille d'or      | 3 h 48 min 20 s |
| 2021  | Championnat d'Allemagne                             | Allemagne        | Médaille d'argent  | Timing          |
| 2020  | TriGames Mandelieu                                  | France           | Médaille d'argent  | 4 h 23 min 27 s |
| 2019  | Coupe d'Afrique - l'étape sprint de Troutbeck       | Zimbabwe         | Médaille d'argent  | 59 min 15 s     |
| 2019  | Coupe du monde - l'étape sprint de Madrid           | Espagne          | Médaille d'or      | 55 min 51 s     |
| 2019  | Coupe du monde - l'étape sprint de New Plymouth     | Nouvelle-Zélande | Médaille d'argent  | 56 min 10 s     |
| 2019  | Coupe du monde - l'étape sprint de Cagliari         | Italie           | Médaille d'argent  | 52 min 3 s      |
| 2018  | Coupe d'Europe - l'étape sprint de Funchal (Finale) | Portugal         | Médaille d'argent  | 52 min 17 s     |
| 2017  | Coupe du monde - l'étape de Huelva                  | Espagne          | Médaille d'or      | 1 h 45 min 46 s |
| 2017  | Challenge Peguera                                   | Espagne          | Médaille d'or      | 3 h 50 min 56 s |
| 2017  | Championnat d'Allemagne                             | Allemagne        | Médaille d'or      | 57 min 39 s     |
| 2016  | Coupe d'Europe - l'étape sprint de Malmö            | Suède            | Médaille d'or      | 56 min 10 s     |
| 2016  | Championnat d'Allemagne                             | Allemagne        | Médaille d'or      | 52 min 37 s     |
| 2014  | Coupe d'Europe - l'étape sprint de Bratislava       | Slovénie         | Médaille d'or      | 56 min 38 s     |
| 2012  | Coupe d'Europe - l'étape de Istanbul                | Turquie          | Médaille de bronze | 1 h 56 min 8 s  |

| Année | Compétition          | Pays      | Position          | Temps           |
| ----- | -------------------- | --------- | ----------------- | --------------- |
| 2019  | Championnat d'Europe | Pays-Bas  | Médaille d'argent | 1 h 11 min 43 s |
| 2019  | Championnat du monde | Allemagne | Médaille d'argent | 1 h 20 min 22 s |
| 2014  | Championnat d'Europe | Autriche  | Médaille d'argent | 1 h 38 min 30 s |
| 2012  | Championnat d’Europe | Israël    | Médaille d'argent | 1 h 12 min 22 s |